# 加罗斯 (大西洋比利牛斯省)
加罗斯（法語：Garos，法語發音：[ɡaʁɔs]）是法国大西洋比利牛斯省的一个市镇，位于该省东北部，属于波城区。

## 地理
加罗斯（43°30'23"N, 0°28'24"W）面积12.06 平方千米，位于法国新阿基坦大区大西洋比利牛斯省，该省份为法国东南部省份，涵盖了贝阿恩与北巴斯克，西临大西洋比斯開灣，北至朗德省，东北接热尔省，东临上比利牛斯省，南与西班牙接壤。
与加罗斯接壤的市镇（或旧市镇、城区）包括：阿尔扎克-阿拉济盖、布永、卡比多斯、菲舒斯-里于马尤、拉勒勒、卢维尼、莫尔拉讷、皮耶特普拉桑克穆斯特鲁、于藏。
加罗斯的时区为UTC+01:00、UTC+02:00（夏令时）。

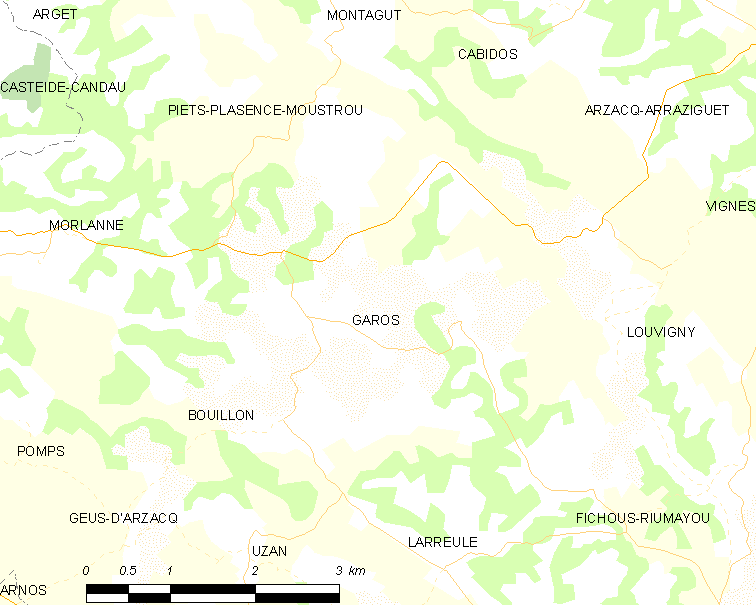
加罗斯的OSM定位图

## 行政
加罗斯的邮政编码为64410，INSEE市镇编码为64234。

## 政治
加罗斯所属的省级选区为阿尔蒂克斯和苏贝斯特尔地区县。

## 人口

1962-2008年间加罗斯人口变化图示

加罗斯于2022年1月1日时的人口数量为263人。